# Eustephieae
Eustephieae är ett tribus i familjen amaryllisväxter med fyra släkten från Sydamerika. 

## Släkten
Klenodliljesläktet (Chlidanthus)
Vulkanliljesläktet (Pyrolirion )
Eustephia
Hieronymiella